# Hortigüela
Hortigüela est une commune espagnole (province de Burgos) proche de Covarrubias. Elle comptait, au recensement de 2007, 126 habitants.

## Administration
Juan Martín Marcos, membre du Parti populaire espagnol, est le maire d'Hortigüela.